# Heringina
Heringina is een geslacht van insecten uit de familie van de Boorvliegen (Tephritidae), die tot de orde tweevleugeligen (Diptera) behoort.

## Soorten
- H. guttata: Zwartpunt-boorvlieg (Fallen, 1814)